# Liviu Câmpanu
Liviu Câmpanu (n. 21 iunie 1968, Darabani, județul Botoșani) este un politician român, fost membru al PNL, deputat de Botoșani în legislatura 2004-2008 și senator în același județ în legislatura 2008-2012.
Demisionează din PNL pe 1 septembrie 2009, declarându-se un sprijinitor al lui Sorin Oprescu, în eventualitatea candidării acestuia la alegerile prezidențiale din 2009. Ca toti ceilalti, e un exemplu de oportunism politic.
Liviu Câmpanu a absolvit Universitatea de Medicină și Farmacie din Iași în 1994.
De asemenea, urmând modelul multor oameni politici români, a obținut titlul de doctor în științe, cu teza de doctorat "Sănătatea, element de securitate umană - dimensiune a securității naționale", teză care a fost declarată ca fiind neconformă cu standardele eticii cercetării științifice. În acest context, Consiliul General al CNATDCU, în ianuarie 2021, a validat retragerea titlului științific de doctor în domeniul Științe militare și informații. Ulterior, titlul de doctor în științe a fost retras prin Ordinul ministrului educației nr. 3517 din 23 martie 2021.